# Stefano Mignucci
Stefano Mignucci (Roma, 24 dicembre 1965) è un regista televisivo italiano.

## Biografia
Dopo la laurea con lode in Lettere, indirizzo Discipline dello Spettacolo, presso l'Università "La Sapienza" di Roma, ha diretto il suo promo cortometraggio Fermo nel tempo cui seguiranno La stanza, il respiro (menzione speciale al Festival di Bruxelles) e Orestiadi in Sicilia. Ha collaborato alla fondazione dell'Archivio Audiovisivo Mondialità della Caritas di Roma e alla nascita del Museo Michelangelo Antonioni di Ferrara. Il suo primo lungometraggio Banditi (con Ben Gazzara, Marco Leonardi e Mirca Viola) è stato presentato alla cinquantaduesima edizione del Festival Internazionale del Cinema di Venezia (1995).
Ha prodotto spettacoli teatrali e dal 1993 si occupa di regia televisiva. Dopo aver diretto una serie di documentari di indagine e approfondimento come Donne al centro di una periferia, trasmessi da Rai 3, si concentra su programmi di intrattenimento da studio per le principali emittenti nazionali italiane: Rai, Mediaset, MTV e Sky.

### Attività televisiva
Su Canale 5 ha diretto il quiz del preserale condotto da Gerry Scotti, Passaparola. Ha diretto anche L'imbroglione, preserale estivo del 2004 condotto da Enrico Papi. Nello stesso periodo ha diretto il programma settimanale Vivere meglio, la trasmissione del mezzogiorno A tu per tu e lo show di prima serata di Italia 1 Il traditore. Ha diretto Tempi moderni, alcune edizioni de La Corrida - Dilettanti allo sbaraglio (nella versione di Gerry Scotti), La fattoria, Sei un mito, La pupa e il secchione, Distraction e Jump! Stasera mi tuffo.
Parallelamente ha lavorato anche per la Rai, nel fortunato game show dell'access prime time Affari tuoi, Miss Italia 2011, Superbrain - Le supermenti, il Festival di Castrocaro, Attenti a quei due - La sfida, La Pista, Eroi di tutti i giorni, Se sbagli ti mollo,, Top of the Pops, e CD:Live. Ha diretto lo show di Rai 1 Dimmi la verità con la conduzione di Caterina Balivo dagli studi della Voxon in Roma. Ha diretto per MTV Italia Very Victoria (per due edizioni) e Stasera niente MTV, rispettivamente condotti da Victoria Cabello e Ambra Angiolini, mentre per Sky ha collaborato in Lookmaker Academy e Uno su tutti. Nel corso degli anni stringe un sodalizio artistico con Amadeus che lo porta a dirigere lo show preserale Soliti ignoti - Identità nascoste e Affari tuoi dagli studi Teatro delle Vittorie. Sempre con Amadeus firma per Rai 1 la regia di Sanremo Giovani 2019 e 2020, oltre al capodanno 2020, L'anno che verrà. Nel 2024 è ancora regista di Affari Tuoi, con la conduzione di Stefano De Martino, e nel 2025 di Ora o mai più, con la conduzione di Marco Liorni.

### Eventi
Il 2 luglio 2005 ha diretto il concerto Live 8 dal Circo Massimo, trasmesso in mondovisione; nel 2013 è sua la regia del concerto 4 marzo, in memoria di Lucio Dalla, trasmesso da Rai 1.